# Twisted Metal: Head-On
Twisted Metal: Head-On est un jeu de combat motorisé développé par Incognito Entertainment et publié par Sony Computer Entertainment sur PlayStation Portable le 24 mars 2005 et sur PlayStation 2 le 5 février 2008 (les dates de sorties sont celles en Amérique du Nord). Twisted Metal: Head-On est le septième jeu de la série Twisted Metal, et le premier à être complètement jouable en ligne.
Les fans de la série considèrent que les deux épisodes développés par 989 Studios (Twisted Metal III et Twisted Metal 4) ne font pas réellement partie de la série ; Head-On est considéré comme la suite directe de Twisted Metal 2, et donc le « vrai Twisted Metal 3 ».

## Résumé
Head-On est basé sur le même thème que les autres épisodes : le tournoi de combat de véhicules Twisted Metal est organisé par un homme nommé Calypso, qui promet au gagnant ou à la gagnante d'exaucer un de ses souhaits, quel qu'il soit. L'idée sous-jacente est « attention à ce que vous souhaitez » : beaucoup de participants voient leur souhait se retourner contre eux.
Tous les concurrents peuvent utiliser des armes « classiques », comme des missiles ou des mines, et chacun possède sa propre attaque spéciale. Par exemple, Twister crée des tornades tandis que Mr. Grimm projette des crânes explosifs sur ses adversaires.
En 2006, Twisted Metal: Head-On est devenu un des premiers jeux réédités dans la série Greatest Hits sur PSP aux États-Unis.

## Version PlayStation 2
En 2007, David Jaffe, le créateur de la série Twisted Metal, a annoncé le portage sur PlayStation 2 de Twisted Metal: Head-On, développé par le nouveau studio de Jaffe, Eat Sleep Play, et intitulé Twisted Metal Head-On: Extra Twisted Edition. Cette nouvelle version possède de meilleurs graphismes avec de nouveaux effets visuels et une plus haute résolution.
Head-On: Extra Twisted Edition inclut également des bonus, comme les cinématiques de fin du premier Twisted Metal jamais diffusées auparavant, un documentaire de making of et un art book. Il y a également un code de téléchargement de la musique de Twisted Metal. David Jaffe annonçait que le jeu contiendrait « la réponse à une question que les fans de Twisted Metal posent depuis longtemps ». Les fans ont décrypté un message contenu dans le documentaire Dark Past indiquant « TWISTED METAL IS COMING ON PSTHREE » (« Twisted Metal arrive sur PlayStation 3 »), ce que David Jaffe a confirmé.
David Jaffe a confirmé dans une interview que la version PS2 n'a pas de mode en ligne.

### Contenu du jeu PlayStation 2
- Twisted Metal: Head-On - La version PS2 de Head-On avec tous les modes du jeu PSP :
  - Story Mode (mode scénario) – Le joueur choisit un véhicule et progresse dans une série d'arènes pour gagner le tournoi.
  - Mode 2 joueurs avec écran partagé (remplace le mode multijoueur en ligne de la version PSP)
  - Challenge Mode (mode défi) – Le joueur choisit son véhicule, une arène, des adversaires contrôlés par l'ordinateur, et les affronte.
  - Endurance Mode (mode endurance) – Le joueur affronte jusqu'à la mort une série d'adversaires contrôlés par l'ordinateur, le but est d'aller le plus loin possible.
  - Un niveau exclusif : Transylvania Castle.
- Twisted Metal: Lost - Se joue comme un jeu séparé. Les joueurs peuvent y incarner des personnages de Twisted Metal: Black. Les niveaux de ce mode ont été créés pour Twisted Metal: Black Harbor City, qui devait être la suite de Twisted Metal: Black mais a été annulé après le décès des 6 principaux développeurs.
- Sweet Tour - Le joueur incarne Sweet Tooth, et peut explorer à pied un nouveau niveau en découvrant des informations données par les développeurs sur la série Twisted Metal.
- Twisted Metal: The Dark Past - Un documentaire vidéo sur l'histoire de la série Twisted Metal.
- Twisted Metal: The Lost Ending Movies - Les cinématiques de fin créées pour le premier Twisted Metal mais jamais intégrées au jeu.

## Personnages

### Twisted Metal: Head-On
| Nom du véhicule | Type de véhicule                                                               | Nom du conducteur            | Informations supplémentaires |
| --------------- | ------------------------------------------------------------------------------ | ---------------------------- | --- |
| Sweet Tooth     | Camion de glaces                                                               | Needles Kane                 | Un clown tueur. Ce personnage est la mascotte de Twisted Metal et apparaît dans tous les épisodes. |
| Roadkill        | Voiture de récupération ressemblant à une Plymouth Road Runner des années 1980 | Marcus Kane                  | |
| Axel            | Engin à deux roues géantes                                                     | Axel                         | Connecté à son véhicule par ses bras et ses jambes robotiques. |
| Mr. Grimm       | Moto                                                                           | Grim Reaper                  | Le Faucheur, une incarnation de la Mort. |
| Shadow          | Corbillard Cadillac                                                            | Mortimer Scharf              | |
| Thumper         | Chevrolet Impala lowrider de 1964                                              | Angel                        | |
| Spectre         | Dodge Charger bleue et blanche des années 1980                                 | Chuckie Floop                | |
| Twister         | Voiture de Formule 1 modifiée                                                  | Miranda Watts                | |
| Outlaw          | Voiture de police de type Chevrolet Camaro                                     | Jamie Roberts & Carl Roberts | |
| Grasshopper     | Buggy Volkswagen vert trafiqué                                                 | Krista Sparks                | Le fantôme de la fille de Calypso. |
| Warthog         | Hummer H1 lourdement blindé                                                    | Colonel Hall                 | |
| Mr. Slam        | Engin de construction                                                          | Simon Whittlebone            | Personnage déverrouillable. |
| Crimson Fury    | Lamborghini Diablo rouge                                                       | Agent Shepard                | Un agent du FBI. Personnage déverrouillable. |
| Hammerhead      | Monster truck vert-bleu                                                        | Catfish                      | Personnage déverrouillable. |
| Cousin Eddy     | Camping-car bricolé                                                            | Cousin Eddy                  | Personnage déverrouillable. Pourrait être une référence au « cousin Eddie » du film Le sapin a les boules (National Lampoon's Christmas Vacation), interprété par Randy Quaid, qui conduit un camping-car bricolé. |
| ATV             | Yamaha                                                                         | Gene Ruttish                 | Personnage déverrouillable. |
| Dark Tooth      | Camion de glaces noir géant à 6 roues                                          | Le père de Needles Kane      | Personnage déverrouillable. |
| Tower Tooth     | Tour montée sur un char, avec un restaurant au sommet                          | Marcus Kane/Needles Kane     | Personnage déverrouillable. |

### Twisted Metal: Lost(uniquement sur PlayStation 2)
Twisted Metal: Lost se déroule dans l'univers de Twisted Metal:Black, qui est issu de l'esprit dément de Sweet Tooth.

#### Personnages jouables en début de jeu
| Nom du véhicule | Type de véhicule                                               | Nom du conducteur   |
| --------------- | -------------------------------------------------------------- | ------------------- |
| Sweet Tooth     | Camion de glaces                                               | Needles Kane        |
| Junkyard Dog    | Dépanneuse                                                     | Billy Ray Stillwell |
| Brimstone       | Chevrolet El Camino blanche                                    | Preacher            |
| Outlaw          | Fourgon des SWAT                                               | Agent Stone         |
| Mr. Grimm       | Moto blindée                                                   | Mr. Grimm           |
| Roadkill        | Voiture verte de récupération                                  | John Doe            |
| Crazy 8         | Volkswagen Coccinelle trafiquée                                | No-Face             |
| Spectre         | Chevrolet Corvette bleue                                       | Bloody Mary         |
| Darkside        | Semi-remorque noir avec une voiture de police enchaînée dessus | Dollface            |
| Shadow          | Corbillard lavande                                             | Raven               |
| Yellow Jacket   | Taxi jaune                                                     | Charlie Kane        |
| Axel            | Engin de torture sur 2 roues                                   | Axel                |
| Warthog         | Break monté sur un char lance-flammes                          | Cage                |
| Manslaughter    | Camion-poubelle                                                | Black               |

#### Personnages déverrouillables
| Nom du véhicule | Type de véhicule      | Nom du conducteur            |
| --------------- | --------------------- | ---------------------------- |
| 12-Pak          | Voiture de course     | Sam Boomer alias Severed Sam |
| Gold Tooth      | Camion de glaces doré | Needles Kane                 |

## Niveaux

### Twisted Metal: Head-On
- Big Blue Stadium : Un stade de baseball.
- Los Angeles : Un mélange des niveaux de Twisted Metal 2 et de Twisted Metal III.
- Paris : Une reprise de Twisted Metal 2.
- Egypt : Un niveau peut-être inspiré de Twisted Metal III.
- Roman Ruins : Des ruines romaines incluant le Colisée.
- Russia : Un niveau à Moscou, incluant le Kremlin et la Place Rouge.
- Greece
- Monaco : Un niveau basé sur le fameux circuit de Monte-Carlo.
- Tokyo
  - Tokyo Streets : Inspiré du niveau Hong Kong de Twisted Metal 2. Le joueur y affronte d'abord Dark Tooth, puis Tower Tooth.
  - Tokyo Rooftops
- Transylvania Castle (uniquement sur PS2)

### Twisted Metal: Lost(uniquement sur PS2)
- Stadium Slaughter
- Suburban Terror
- Carnival of Darkness
- Death Port (déverrouillable)

### Mini-jeux
Head-On contient également des mini-jeux accessibles via des téléporteurs, qui peuvent se trouver dans des lieux aussi divers que la Tour Eiffel ou les pyramides. Dans ces jeux, les joueurs doivent ramasser des bonus en évitant des obstacles, par exemple sauter par-dessus des gouffres ou détruire des hélicoptères avec des bombes au napalm. Ces mini-jeux se déroulent en contre la montre, et demandent donc de l'agilité et de mesurer les risques. Si le joueur atteint la fin du jeu avant que le temps soit écoulé, il peut garder les bonus obtenus. Certains personnages ne peuvent être déverrouillés qu'en terminant des mini-jeux.